# ノガ・アロン
ノガ・アロン（Noga Alon, ヘブライ語: נוגה אלון、1956年2月17日 - )は、イスラエルの計算機科学者。テルアビブ大学教授。

## 来歴
ハイファ生まれ。叔父はイーガル・アロン。1974年にイスラエル国防軍に入隊。1979年にイスラエル工科大学を卒業後、1980年にテルアビブ大学から数学のMSc.を、1983年にヘブライ大学からPh.D.を取得した。マサチューセッツ工科大学で博士研究員として研究を終えた後、1985年にテルアビブ大学の講師となり、1986年に准教授、1988年に教授に就任した。またプリンストン高等研究所、IBMアルマデン研究所、ベル研究所、マイクロソフト・リサーチなどで客員研究員を務めた。

## 主な受賞歴
- 2005年 - ゲーデル賞
- 2008年 - イスラエル賞
- 2021年 - スティール賞研究論文部門
- 2022年 - ショウ賞数学部門、クヌース賞
- 2024年 - ウルフ賞数学部門

## 参照
- Curriculum Vitae Noga Alon
- Prof. Noga Alon